# Harald Boklund
Axel Harald Boklund, född 23 mars 1868 i Klara församling i Stockholm , död 20 mars 1924 Malmö S:t Pauli församling i Malmö, var en svensk arkitekt och skriftställare. Han var son till Johan Christoffer Boklund samt bror till Cecilia Bachér och Thyra Grafström.
Harald Boklund studerade arkitektur i Berlin. Han drev med August Lindvall arkitektkontor i Malmö 1895–1900 (Lindvall & Boklund). De ritade bland annat järnvägsstationen Trelleborgs Nedre (senare benämnd Trelleborgs C) och Teleborgs slott utanför Växjö. Boklund ritade också en rad byggnader i Malmö som till exempel Apoteket Lejonet (med Lindvall), Hamnkontoret och Pildammstornet.
Boklunds tidigaste verk var influerade av nyrenässans (endast arbeten utförda tillsammans med Lindvall) för att sedan övergå i jugend. Mot slutet av sin karriär inspirerades Boklund alltmer av nationalromantik, vilket framträder tydligast i hur arkitekten valt att utforma hamnkontoret. Ett av Boklunds främsta kännetecken är alla högresta gavlar som kröner många av hans byggnader.
Boklunds mest uppseendeväckande idé torde vara förslaget att förse Eiffeltornet i Paris med en stenfasad. Förslaget realiserades dock aldrig.
Flera av Boklunds utförda verk har blivit rivna. Hit räknas bland annat ett tornprytt bostadshus på Triangeln i Malmö och Maglarps nya kyrka utanför Trelleborg.
Utöver sin verksamhet som arkitekt var Boklund 1908–24 redaktör för Byggnadstidningen, till vilken han själv skrev mycket material och framförde sina idéer och arkitektoniska ideal. Han var även en aktiv föreningsmänniska i Malmö, bland annat i Skånska konstnärslaget och Malmö industriförening. Boklund var en av initiativtagarna till Södra Sveriges Byggnadstekniska Samfund, dess sekreterare 1907-1923 och ordförande 1917-1923.
Boklund såg sig som initiativtagare till Baltiska utställningen i Malmö 1914 och tillhörde de arkitekter i Malmö som tävlade mot Ferdinand Boberg om utställningens arkitektur.

## Bildgalleri

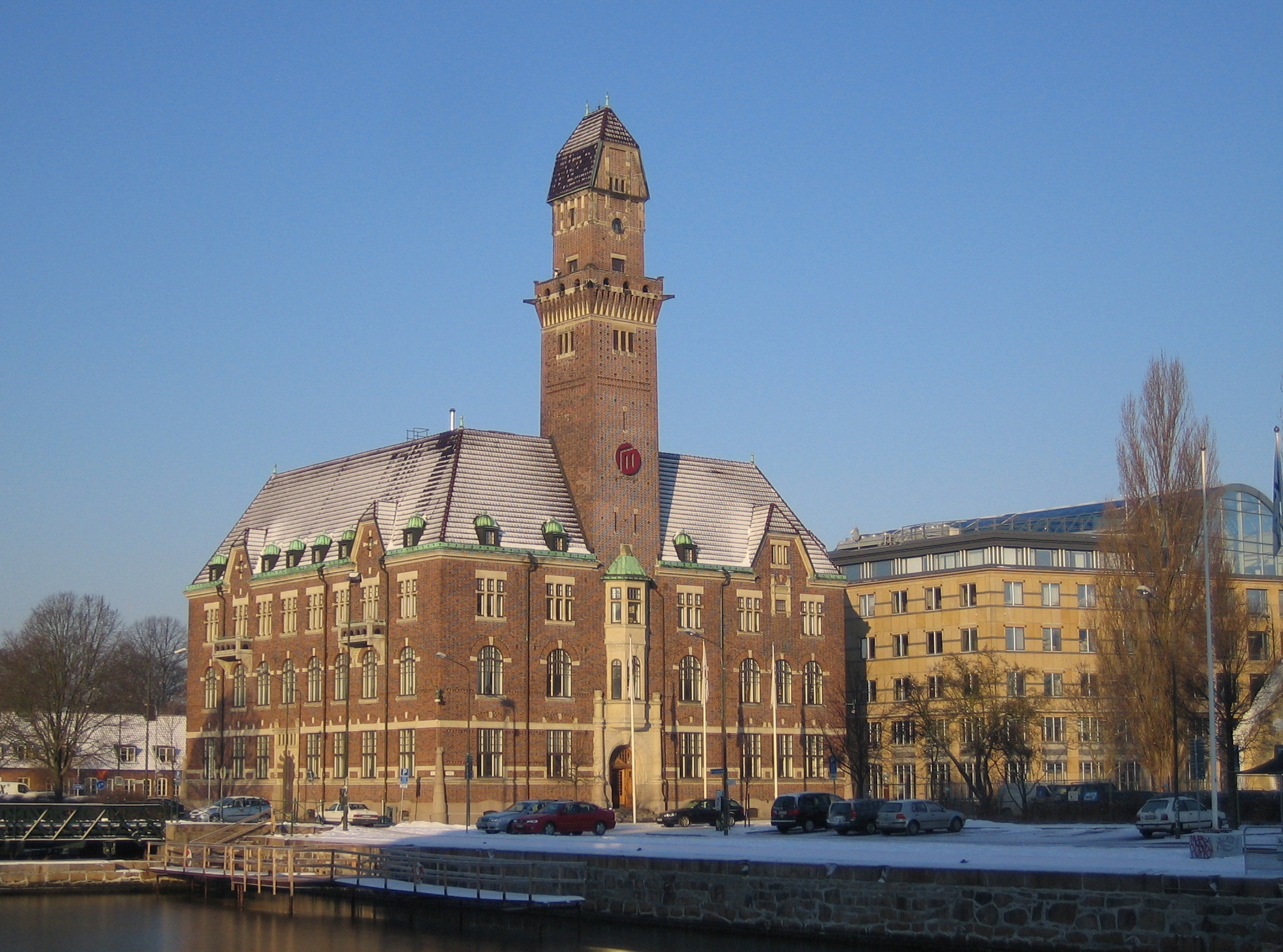
Hamnkontoret i Malmö, före en tillbyggnad 2013–15
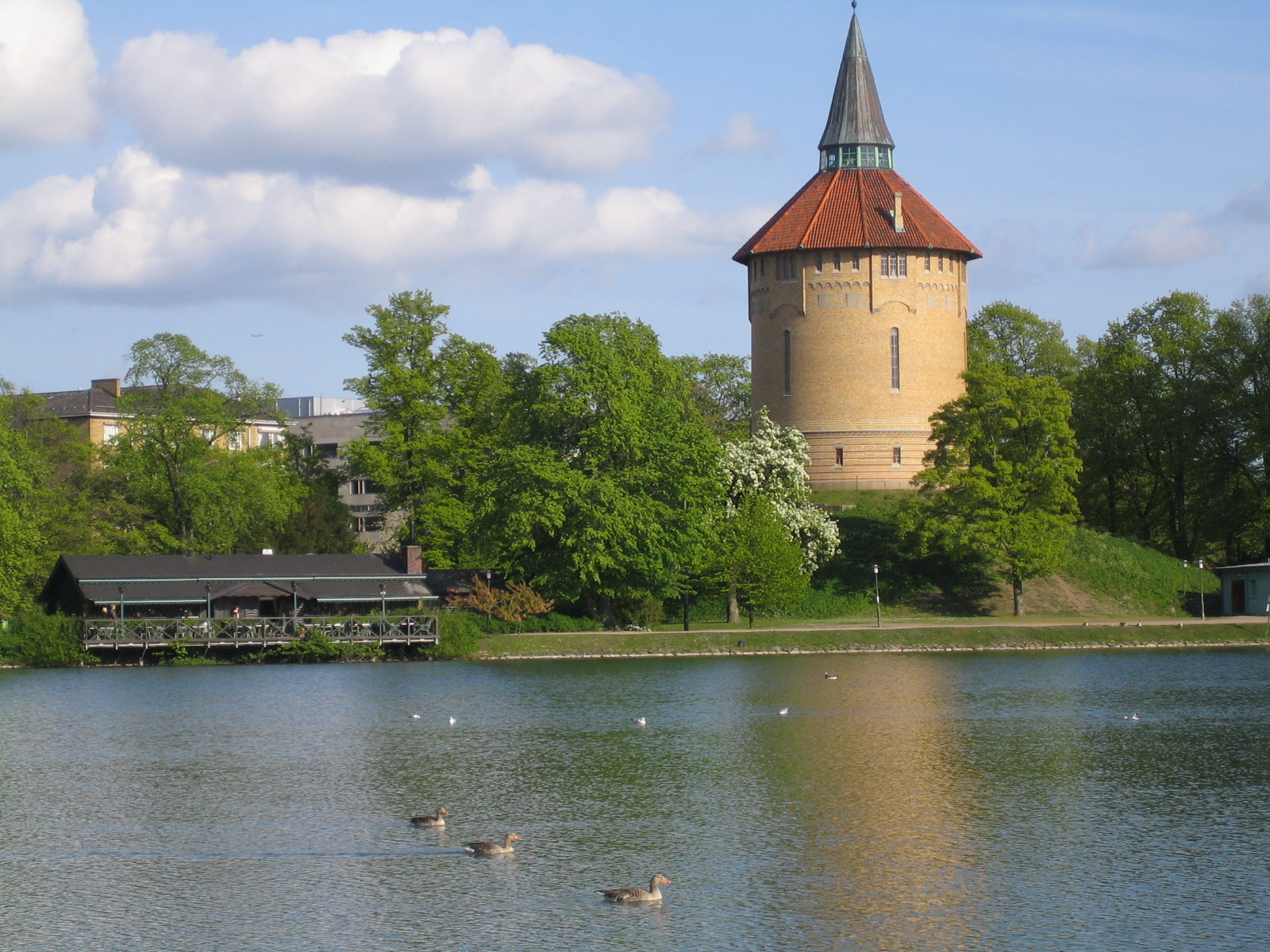
Pildammstornet, Malmö
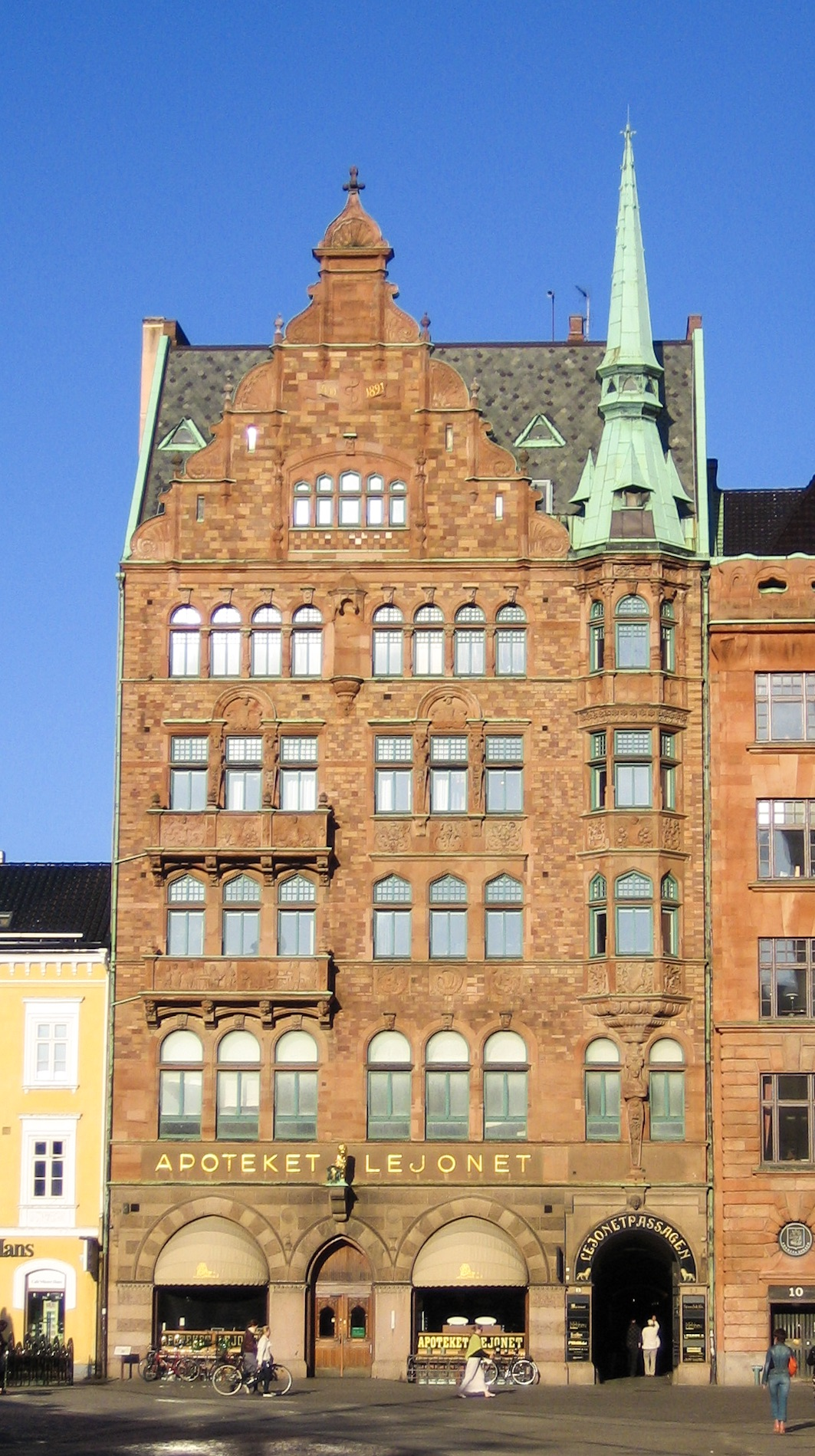
Apoteket Lejonet, Malmö
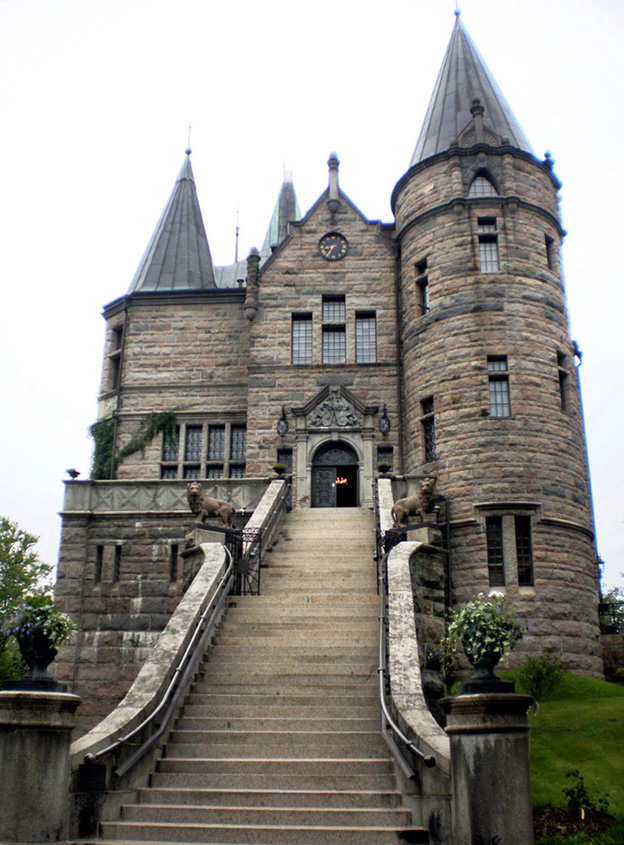
Teleborgs slott, Växjö
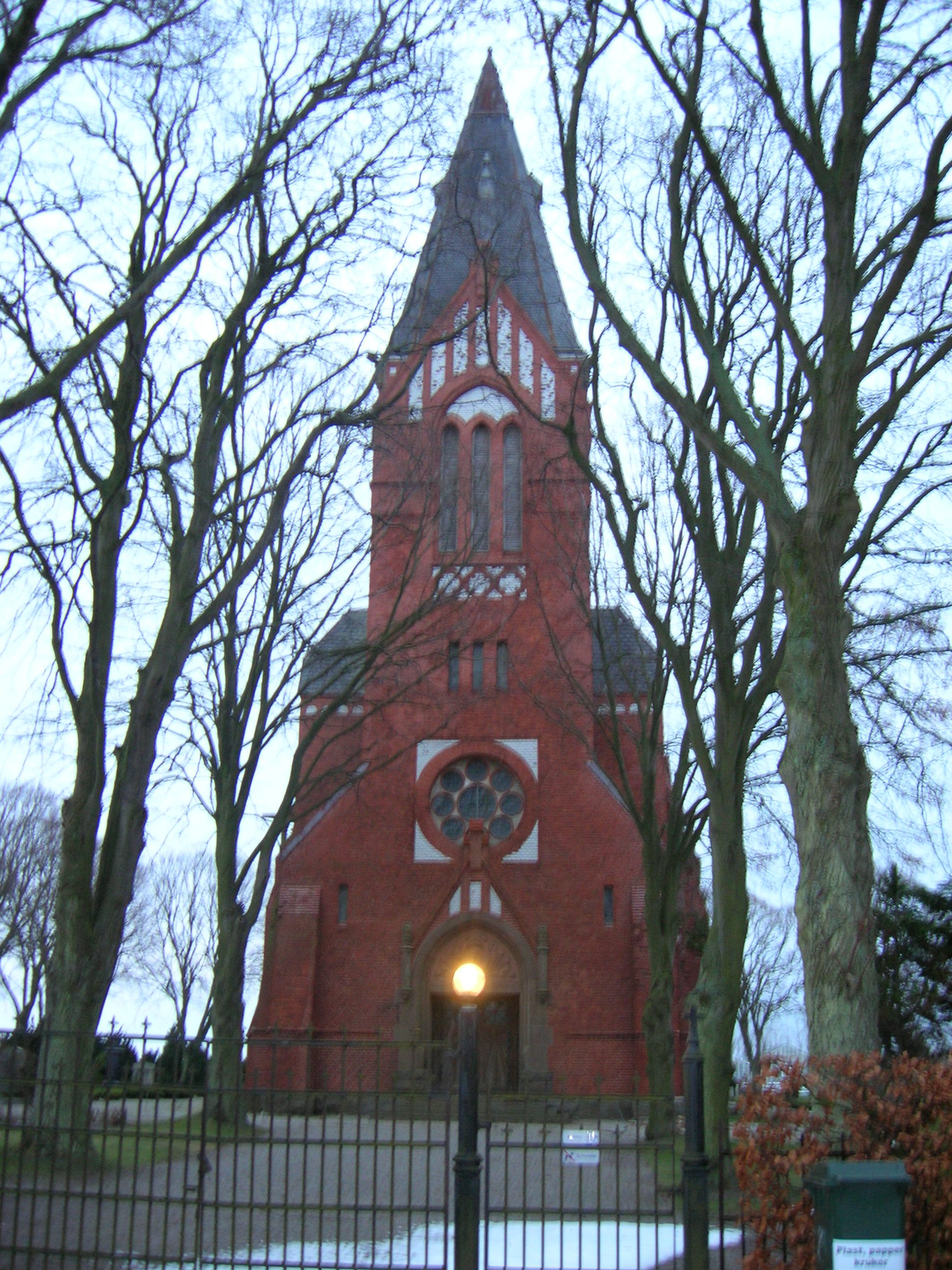
Maglarps nya kyrka, riven 2007
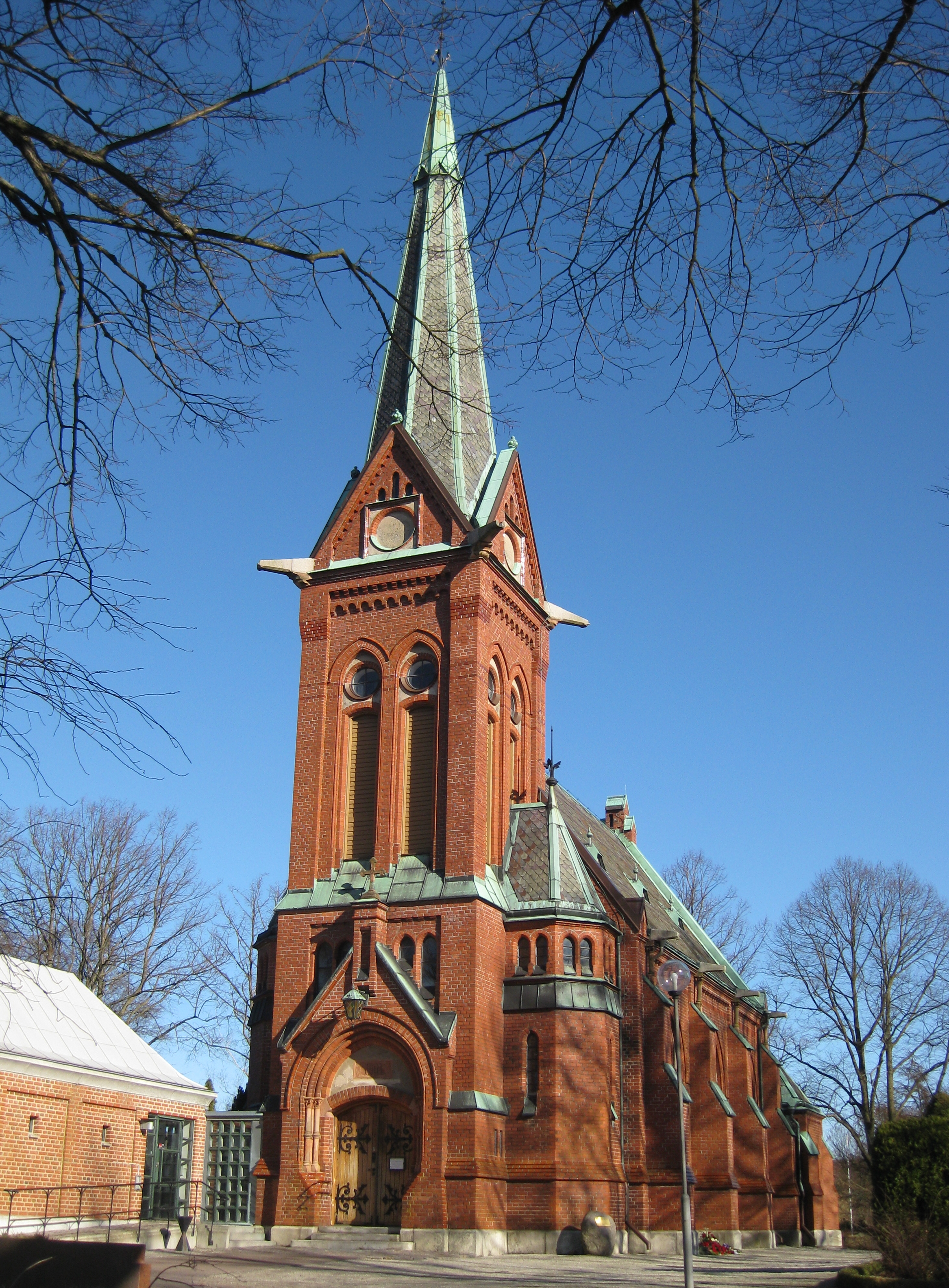
Norra Nöbbelövs kyrka
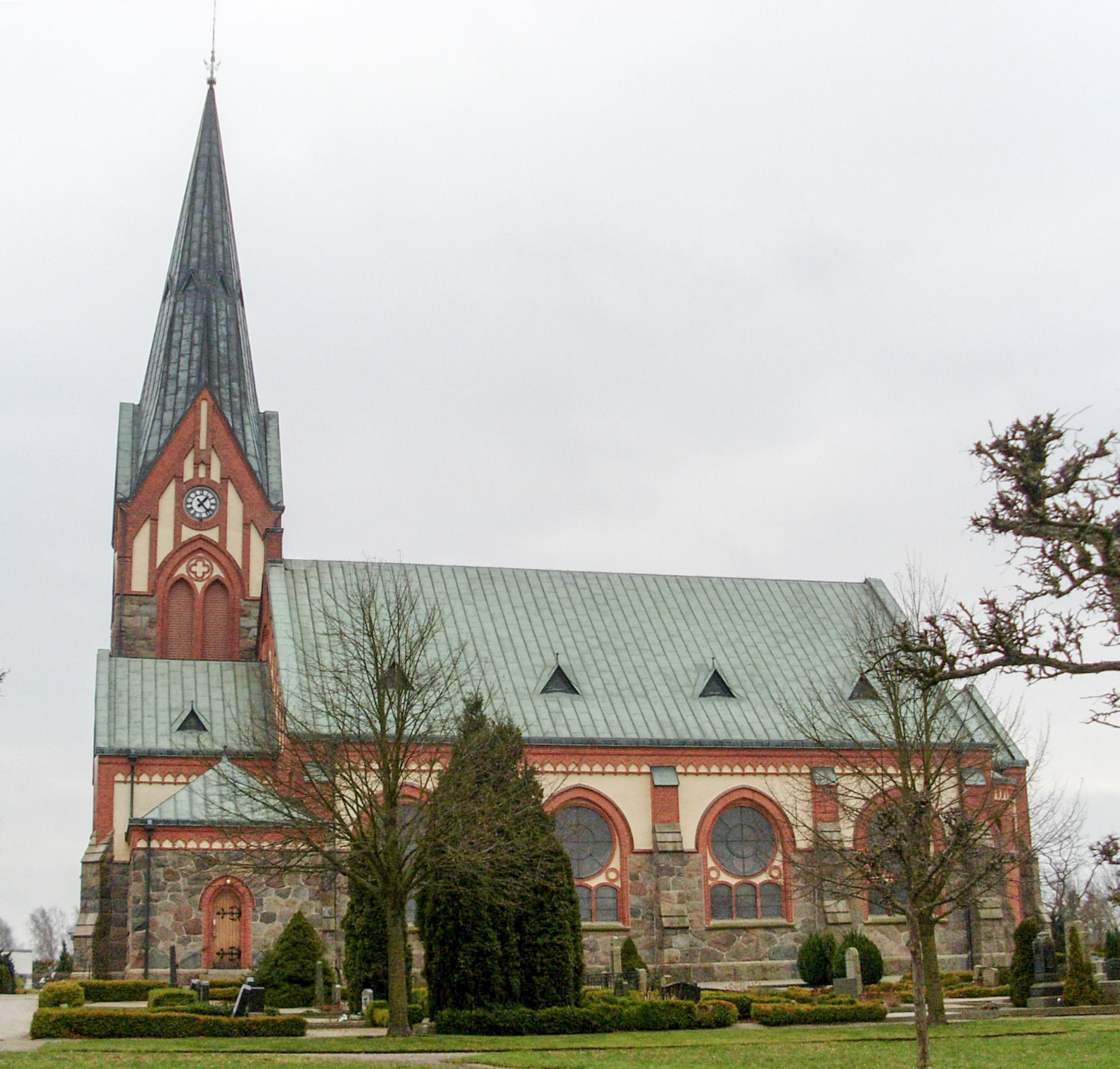
Södra Åsums kyrka